# Ciompi
La revolta dels Ciompi va ser un aixecament popular que va esdevenir a Itàlia el 1378, a la fi de l'Edat mitjana, liderat pels paraires coneguts com "ciompi".

## Ciompi
A la Florència de finals de l'edat mitjana, els ciompi (paraires) eren un grup de treballadors de la indústria tèxtil no representats per cap gremi. Els ciompi estaven entre els grups més radicals dels sectors més humils; molts autors identifiquen amb aquest terme a tots els oficis menors del tèxtil i fins i tot a grups populars que incloïen, entre d'altres, als venedors d'hortalisses i de pisa o vaixella. En concret, els ciompi es resistien contra el poderós control que exercien en l'Arte della lana els establiments manufacturers tèxtils més poderosos, que constituïen el motor de la prosperitat florentina.

## Revolta dels Ciompi
El 1378 esclata la revolta dels ciompi, que va conèixer breument l'èxit i va romandre traumàticament en la memòria dels principals gremis, contribuint a l'ajuda que, molt després, donarien als Médicis com a restauradors de l'ordre florentí. La revolta va portar a aconseguir breument un grau de democràcia sense precedents, de seguida derrotada pels elements més conservadors de la societat, en la qual els mestres dels gremis grans i petits van tancar files per a restablir l'antic ordre. En aquesta contrarevolució va tenir un paper preponderant el cavaller Salvestro de Médicis, que es va presentar com a defensor dels interessos populars en un moment de crisi econòmica i de forta pressió fiscal per la recent guerra sostinguda per Florència contra el Papat.
Una típica controvèrsia entre faccions dels "grassi" (grossos) va deslligar l'aixecament. Els membres dels sectors més pobres, anomenats per Salvestro a participar en la lluita política a la fi de juny de 1378, van prendre el problema en les seves pròpies mans el mes de juliol. Van presentar una sèrie de peticions al cos governant, la Signoria, demandant major equitat en les polítiques fiscals, i el preciós dret de agremiarse per a aquells grups encara no organitzats. Després, el 22 de juliol, les classes baixes van forçar la presa del poder, col·locant al paraire Michele di Lando en el càrrec executiu de gonfaloniere de justícia, i hissant la seva bandera enfront del palau de la signoria.
Els revolucionaris van ser secundats per membres radicals dels gremis menors, usualment poc poderosos, els "arti minori", que van estendre el privilegi d'agremiació als ciompi, i per primera vegada, encara que breument, un govern europeu va representar a tots.[cita 
Però els ciompi es van desil·lusionar en el terme d'unes poques setmanes, quan el nou govern va fallar alhora d'implementar totes les seves utòpiques demandes. A més, la inseguretat i la resistència dels amos dels tallers i negocis principals van estendre el desproveïment i l'atur. Es van fer evidents els conflictes d'interessos entre els ciompi i els gremis menors. El 31 d'agost un gran grup que havia ocupat la Piazza de la Signoría i desafiava obertament el govern de Lando va ser fàcilment derrotat per les forces combinades dels gremis majors i menors. En reacció a aquest episodi, el nou gremi ciompi va ser abolit, i per quatre anys es va restaurar el domini dels gremis principals. Els principals protagonistes de la revolta van ser executats o bandejats.
La Història florentina de Nicolau Maquiavel descriu la revolta amb una sèrie de debats inventats i diàlegs que reflecteixen les posicions dels protagonistes, des del punt de vista d'un capdavanter posterior de l'estabilitat cívica.
Després de la Pesta negra, van existir aixecaments similars en la segona meitat del segle XIV, en els quals les classes més baixes van demandar millors condicions de vida. Aquestes revoltes van produir importants disturbis en la política europea, i van ser vists per l'Església i pels nobles com a contràries a l'ordre natural de Déu.[cita 